# Sophie Arnould
Sophie Arnould (Magdeleine Sophie Arnould) (13 de febrero de 1740, París-22 de octubre de 1802, ibíd.) fue una actriz, modelo de artistas, y soprano de ópera francesa. 

## Biografía
Estudia en París con Marie Fel y con La Clairon, y debuta en la Opéra de París el 15 de diciembre de 1757, desarrollándose allí por 20 años.
Crea para Christoph Wilibald Gluck los roles de Eurydice en Orphée et Eurydice y en Iphigénie en Aulide. También obtuvo considerable éxito en óperas de Jean-Philippe Rameau, François Francoeur, y Pierre-Alexandre Monsigny.
De acuerdo a sus contemporáneoss, su voz era más bella que potente, y además era una apasionada actriz. Su falta de disciplina tanto profesional como personalmente le produjo una prematura declinación vocal, sin embargo fue capaz de permanecer hasta 1778 con una opulenta pensión de 2.000 libras. 
Era una versátil dialogista, ocupó fuerte rol en la sociedad parisina, y la leyenda afirma que Madame de Pompadour dijo de ella "Con tales talentos, podría convertirsee en Princesa".  Fue modelo y pintada por Jean-Baptiste Greuze y Maurice Quentin de La Tour, dejando souvenirs y abundante correspondencia. 

## Honores

### Ópera por Pierné
El compositor francés Gabriel Pierné escribió una ópera basada en su tumultuosa vida titulada Sophie Arnould (1927).